# Jardin du gouverneur
Le jardin du gouverneur (estonien : Kuberneri aed) ou jardin du château (estonien : Lossiaed) est un jardin sur le côté sud du château de Toompea à Tallinn.

## Présentation
La superficie du jardin est de 0,4 ha. 
Le jardin a été conçu à l'origine probablement en 1773, lorsque l'ancienne forteresse de Toompea est reconstruite pour accueillir le gouvernement provincial estonien.  
Dans les années 1820, dans le cadre de la démolition partielle des fortifications entourant le château, il est transformé en jardin ouvert au public.
Au XIXe siècle, le Jardin du Gouverneur formait un seul espace vert avec le jardin qui se trouvait devant le château.
Dans le jardin poussent des roses et 26 taxons de plantes ligneuses.

## Galerie

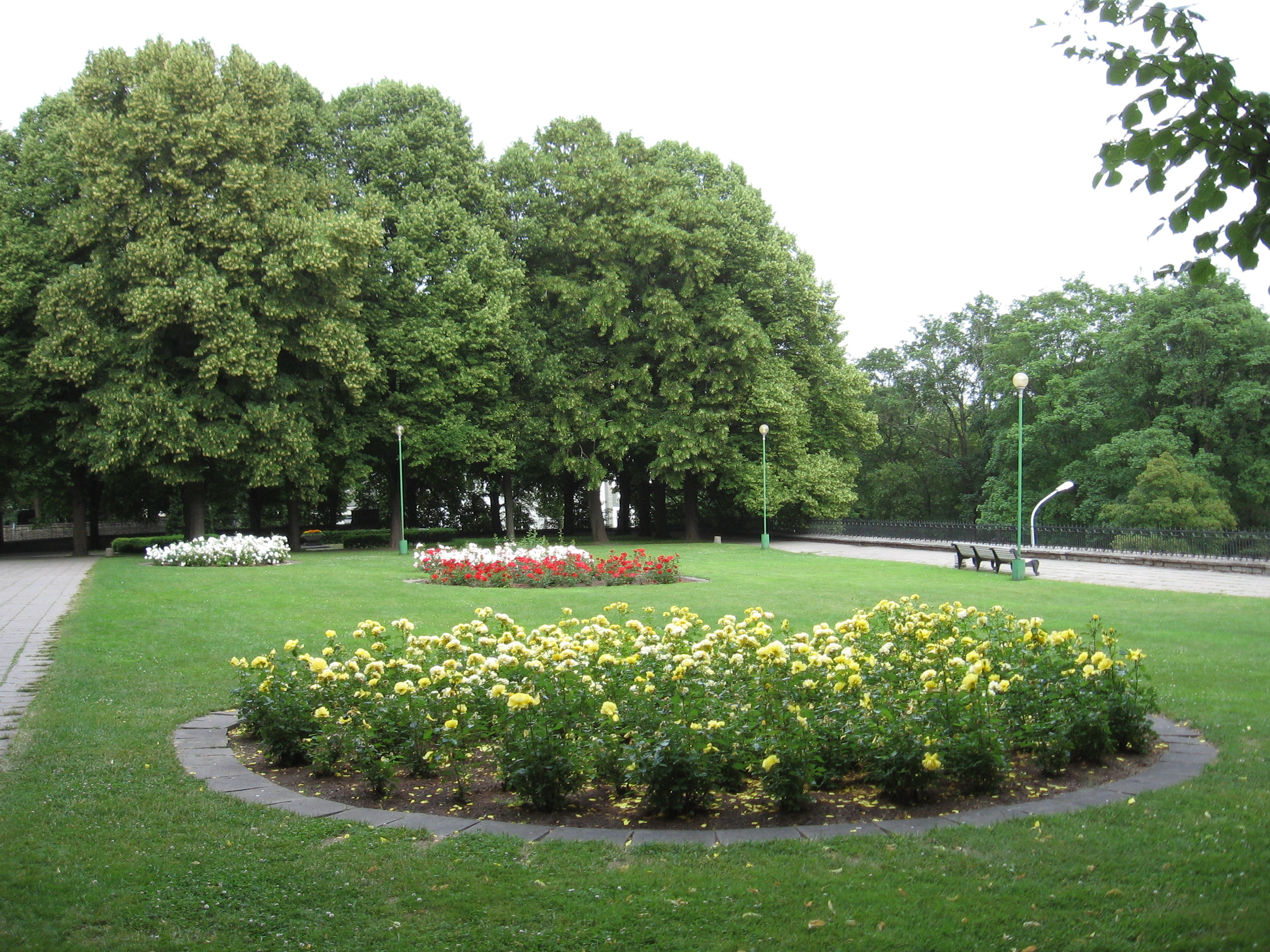
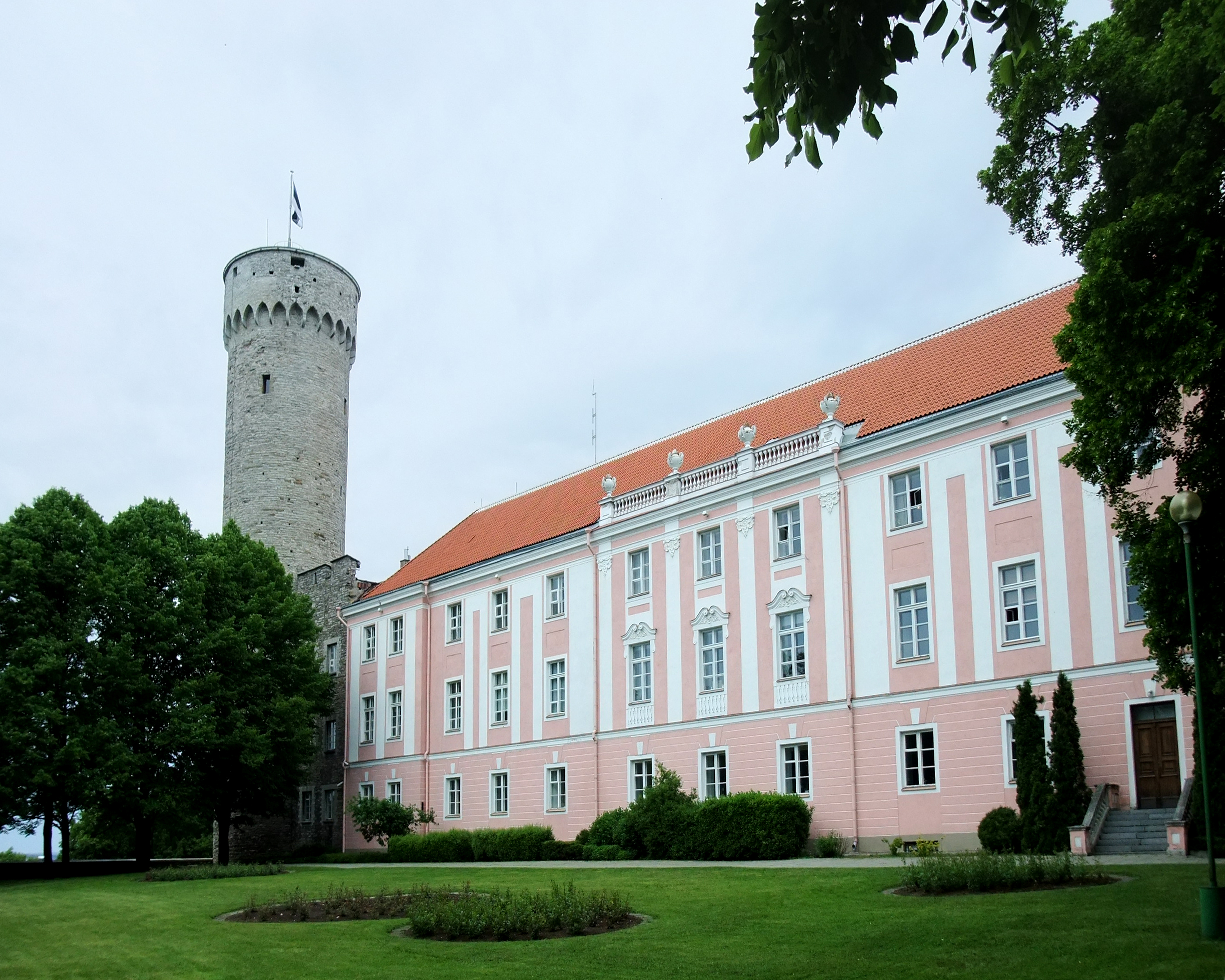
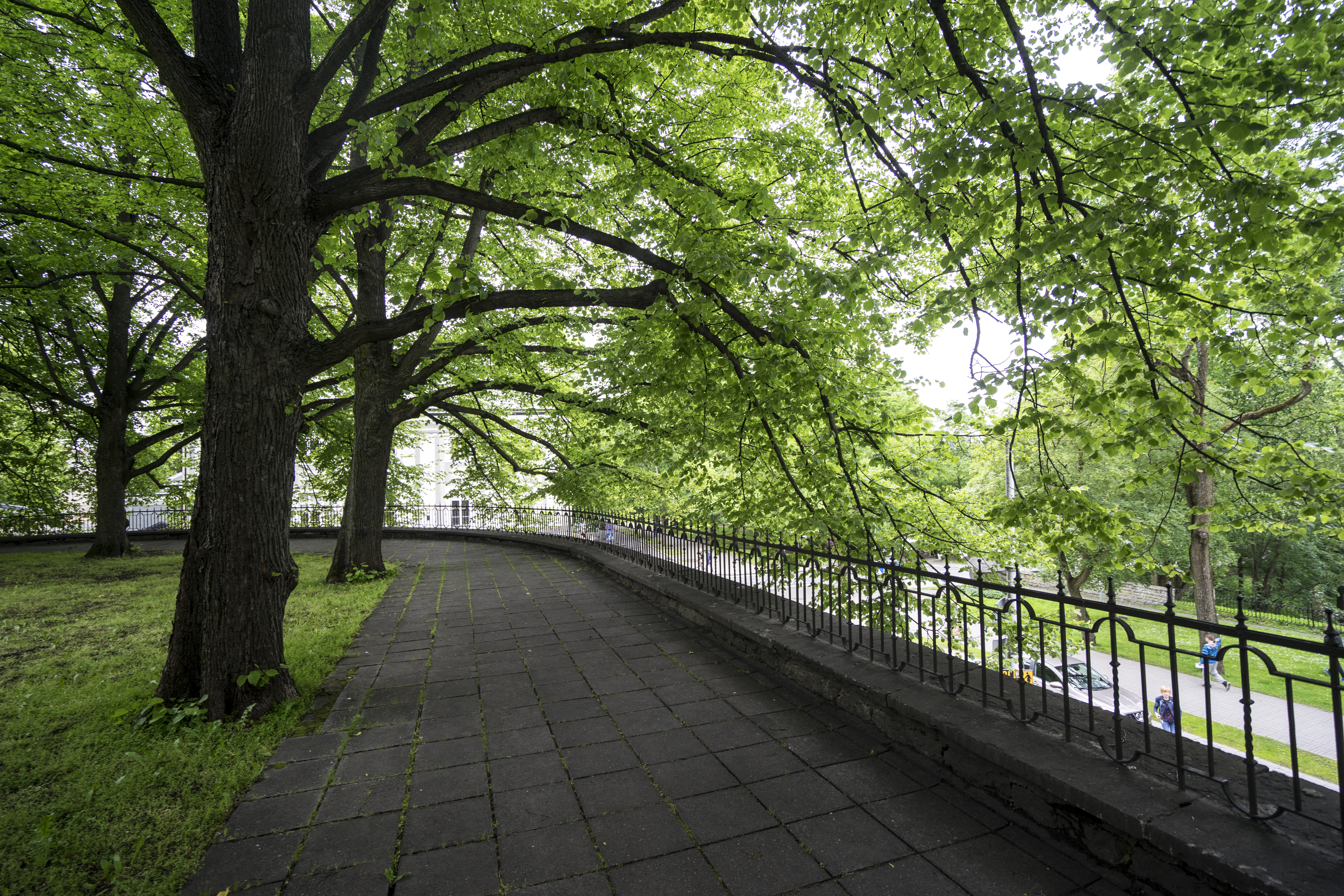